# 하이데라바드 FC
하이데라바드 FC(Hyderabad FC)는 인도의 프로 축구단으로 텔랑가나주 하이데라바드를 연고지로 하고 있다. 현재 인도 슈퍼리그에 참가하고 있다.

## 선수 명단

### 현역
참고: FIFA 자격 규정에 따라 소속된 국가대표팀 국기를 표시합니다. 선수는 복수의 FIFA 비회원국 국적을 가지고 있을 수 있습니다.
| 번호 | 포지션 | 국적 | 이름 |
| ---- | ------ | ---- | ---- |

| 번호 | 포지션 | 국적     | 이름          |
| ---- | ------ | -------- | ------------- |
| 65   | DF     | 세르비아 | 스테판 샤피치 |